# Paul Gieseke
Paul Ferdinand Karl Otto Gieseke (* 5. Mai 1888 in Magdeburg; † 31. Oktober 1967 in Bad Godesberg) war ein deutscher Jurist und Hochschullehrer.

## Leben
Paul Gieseke war der Sohn des Geheimen Justizrats, Rechtsanwalts und Notars Ludwig Gieseke (1853–1920) und der Anna Thies (1864–1931). Im Dezember 1922 heiratete er in Essen Margret Girardet (1901–1969), die Tochter des Verlegers Wilhelm Girardet junior. Aus dieser Verbindung gingen fünf Kinder hervor.
Nach dem Abitur in Magdeburg nahm Gieseke 1906 ein Studium der Rechtswissenschaft an den Universitäten in Tübingen, Halle und Leipzig auf, das er 1909 mit dem Ersten Juristischen Staatsexamen beendete. Während seines Studiums wurde er Mitglied der Akademischen Verbindung Igel Tübingen. Er absolvierte danach das Referendariat, promovierte 1910 an der Universität Leipzig zum Doktor der Rechte (Dissertation: Der öffentliche Glaube des Grundbuches nach § 892 BGB in seiner Wirkung Grundstücksrechten gegenüber) und bestand 1914 das Zweite Juristische Staatsexamen. Im Anschluss trat er als Gerichtsassessor in den Justizdienst ein. Von 1917 bis 1919 war er als Referent im Reichswirtschaftsministerium tätig.
Gieseke studierte von 1919 bis 1920 Nationalökonomie an der Ruprecht-Karls-Universität Heidelberg und war von 1920 bis 1922 Fakultätsassistent an der Rheinischen Friedrich-Wilhelms-Universität Bonn, wo er 1921 habilitiert wurde (Habilitationsschrift: Die Rechtsverhältnisse der gemeinwirtschaftlichen Organisation). 1921 war er zeitweilig als Privatdozent in Göttingen tätig. Ein Jahr später erhielt er einen Lehrstuhl als ordentlicher Professor für Deutsches und Bürgerliches Recht und für Handelsrecht an der Universität Rostock, die er 1929 kurzzeitig als Rektor leitete. Anschließend wechselte er als ordentlicher Professor an die Handelshochschule Berlin und fungierte von 1933 bis 1934 als deren Rektor. Im April 1934 folgte er dem Ruf der Philipps-Universität Marburg, wo er in der Folge als ordentlicher Professor für Handels- und Arbeitsrecht lehrte. Auch der Philipps-Universität stand er von Oktober 1938 bis September 1939 als Rektor vor, nachdem er schon 1936/37 zeitweise mit der Führung der Rektoratsgeschäfte beauftragt worden war. Von 1939 bis 1945 wirkte er als Ordinarius für Handelsrecht und bürgerliches Recht an der Berliner Universität. Seit 1937 leitete er den Ausschuss für Wasserrecht der Akademie für Deutsches Recht.
Nach dem Zweiten Weltkrieg ruhte Giesekes Lehrtätigkeit zunächst, ehe er 1948 als Gastprofessor für Wirtschaftsrecht an der Universität Bonn tätig wurde. Zwei Jahre später wurde er ordentlicher Professor an der Universität des Saarlandes. 1952 erhielt er einen Lehrstuhl an der Bonner Universität, den er bis zu seiner Emeritierung 1955 innehatte. Von 1952 bis 1964 leitete er das Institut für Wasserrecht an der Universität.

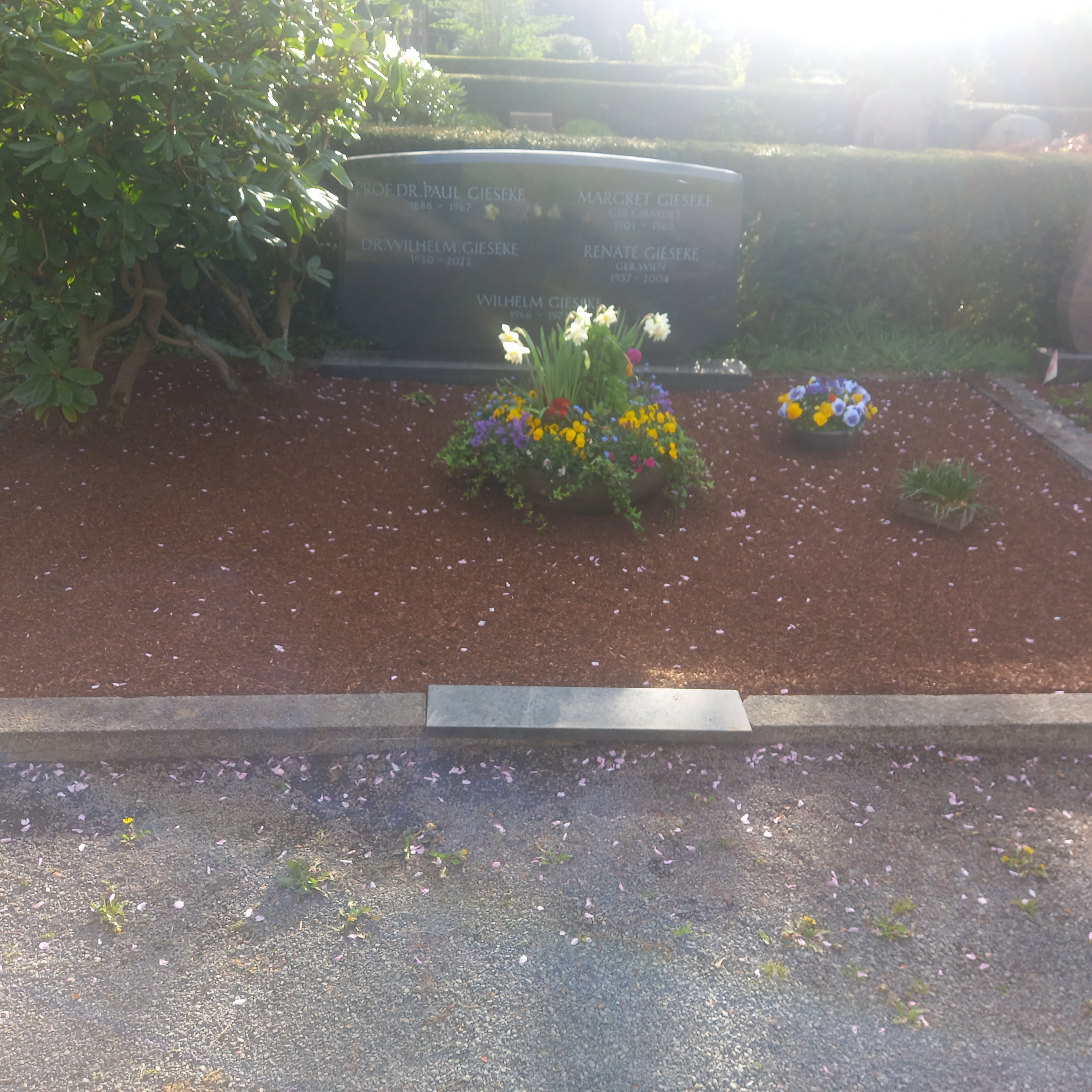
Das Grab von Paul Gieseke und seiner Ehefrau Margret geborene Girardet im Familiengrab auf dem Rüngsdorfer Friedhof in Bonn

## Politische Aktivitäten
Gieseke war von 1926 bis 1929 Mitglied der DVP und von 1926 bis 1929 DVP-Abgeordneter im Landtag des Freistaates Mecklenburg-Schwerin. Nach der Machtübernahme der Nationalsozialisten war er von 1934 bis 1936 förderndes Mitglied der SS und seit 1934 Mitglied des NS-Rechtswahrerbundes. Am 12. Juni 1937 beantragte er die Aufnahme in die NSDAP und wurde rückwirkend zum 1. Mai desselben Jahres aufgenommen (Mitgliedsnummer 5.398.666).

## Ehrungen
- Großes Bundesverdienstkreuz, 1958
- Ehrendoktorwürde (Dr.-Ing. h. c.) der Gottfried Wilhelm Leibniz Universität Hannover, 1963

## Schriften (Auswahl)
- mit Werner Wiedemann: Wasserhaushaltsgesetz unter Berücksichtigung der Landeswassergesetze. Kommentar. Beck, München 1963.
- Die Rechtsverhältnisse der gemeinwirtschaftlichen Organisationen (= Schriften des Instituts für Wirtschaftsrecht an der Universität Jena. Nr. 2). G. Fischer, Jena 1922.
- Der öffentliche Glaube des Grundbuches nach § 892 BGB in seiner Wirkung Grundstücksrechten gegenüber. Jur. Dissertation, Leipzig 1910.